# 잿빛머리날여우박쥐
잿빛머리날여우박쥐 또는 북부말루쿠날여우박쥐(Pteropus caniceps)는 큰박쥐과에 속하는 박쥐의 일종이다. 인도네시아의 토착종이다. 멸종위기종은 아니다.

## 아종
- P. c. caniceps
- P. c. dobsoni[2] - 동물학자 돕슨(George Edward Dobson)의 이름에서 유래